# Submarino SM U-29 (1914)
SM U-29 fue uno de los 329 submarinos que sirvió en la Armada imperial alemana durante la Primera Guerra Mundial. Pertenecía a la clase de cuatro sumergibles oceánicos Tipo U-27.
Durante su permanencia en servicio hundió 6 buques, totalizando 12 934 t y dañando dos más con un total de 4.317 t.

## Historial de servicio
El 11 de marzo de 1915 dañó al vapor británico de 3798 t Adenwen, más tarde hundió al vapor francés Auguste Conseil de 2952 t.
El 12 de marzo hundió a los vapores británicos Andalusian, Headlands e Indian City de 2.349, 2.988 y 4.645 toneladas, respectivamente y, el día 14 avería e incendia al vapor británico de 519 t Atalanta.
El SM U-29 es conocido por la pérdida de su comandante, el famoso capitán Otto Weddigen, cuando resultó hundido con toda su tripulación el 18 de marzo de 1915, tras ser embestido en Pentland Firth por el acorazado HMS Dreadnought. Es el único submarino que se conoce, haya sido hundido por un acorazado.

## Comandantes
- Wilhelm Plange: desde el 1 de agosto de 1914 hasta el 15 de febrero de 1915
- Otto Weddigen: desde el 16 de febrero de 1915 hasta el 18 de marzo de 1915